# Ebbe

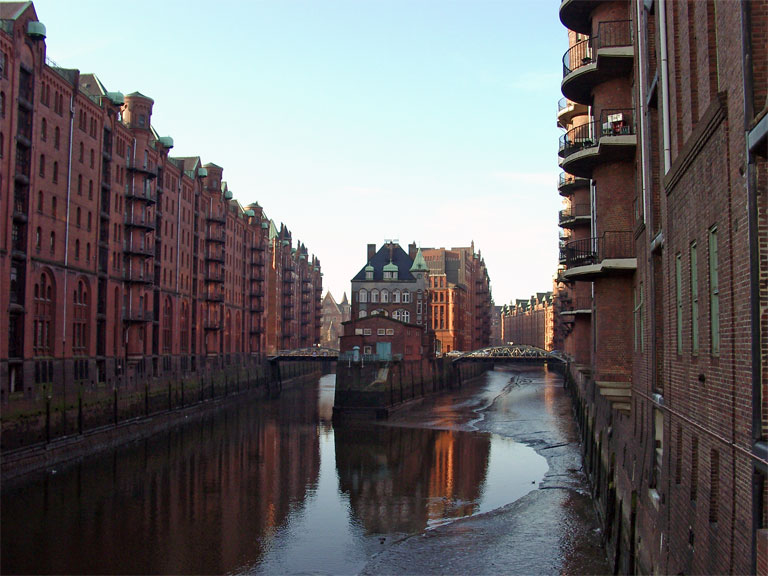
Ein Fleet in der Hamburger Speicherstadt bei fast abgelaufenem Wasser

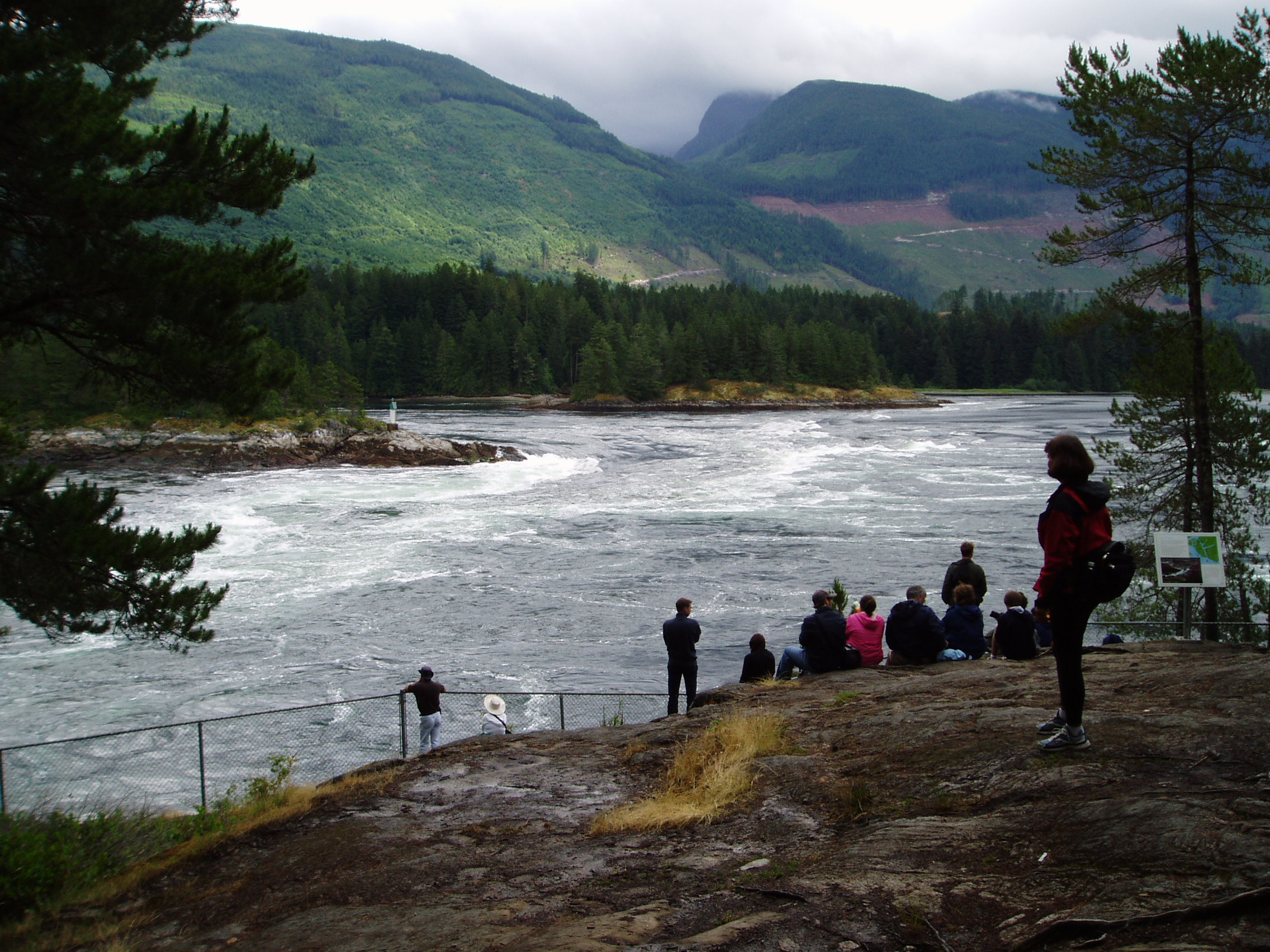
Der Gezeitenstrom Skookumchuck Narrows (Kanada) bei Ebbe

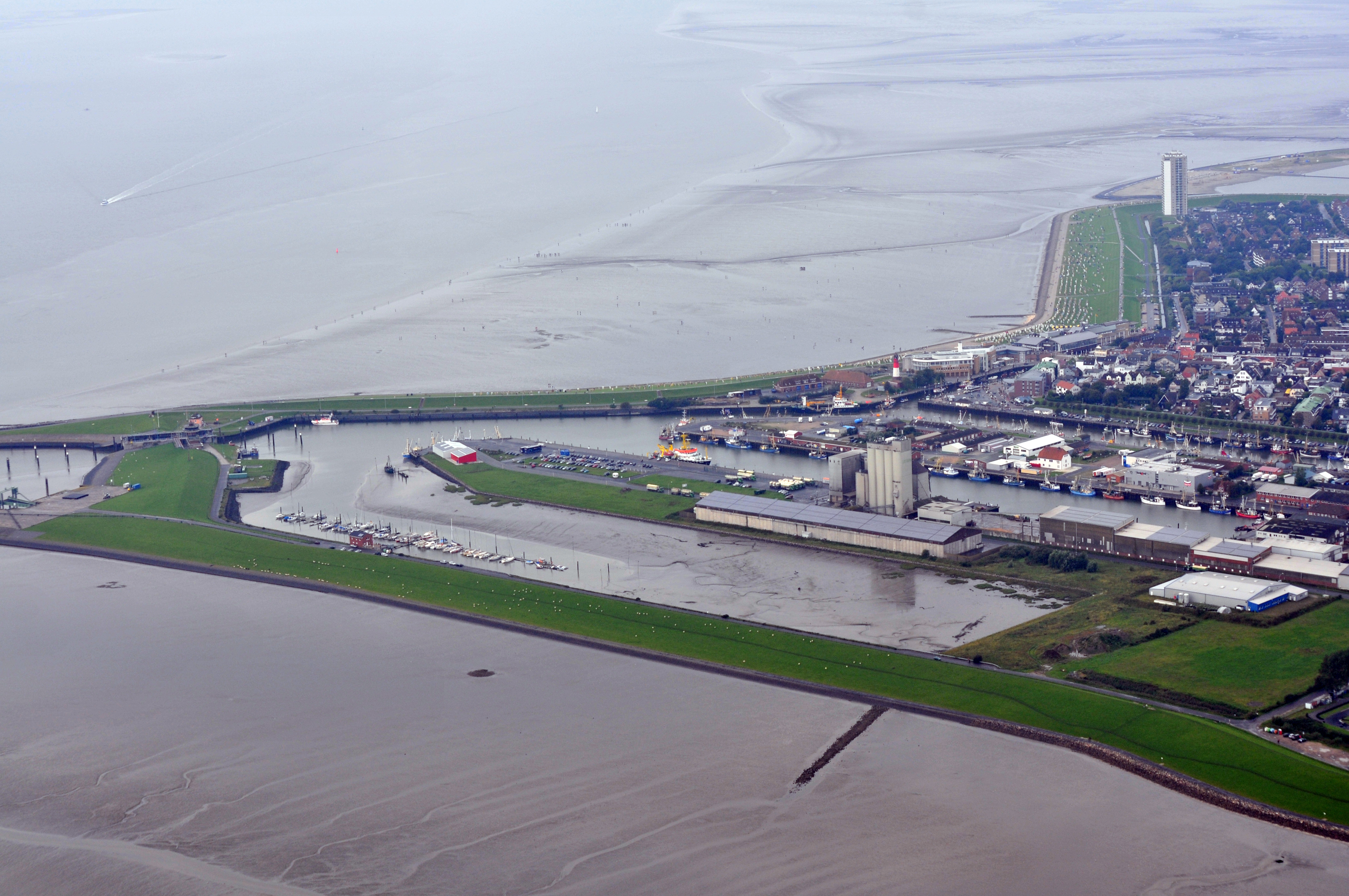
Büsum an der Nordsee bei Niedrigwasser

Als Ebbe oder ablaufendes Wasser wird das Sinken des Meeresspiegels infolge der Gezeiten (Tiden) bezeichnet. Das Gegenteil heißt Flut (steigend). Die umgangssprachliche Bezeichnung „Ebbe“ für jedes Niedrigwasser oder allgemein einen niedrigen Wasserstand ist daher nicht ganz richtig. Dennoch ist diese Verwendung des Wortes weit verbreitet und es wird auch umgangssprachlich benutzt, um allgemein ein niedriges Niveau anzudeuten, z. B. Es ist Ebbe auf dem Konto, In der Staatskasse herrscht Ebbe.

## Auswirkungen
Bei Niedrigwasser werden in Küsten- und Ufernähe Teile des Meeres- oder Flussbodens freigelegt.
In der Nordsee fällt im Wattenmeer das so genannte Watt trocken. Zu dieser Zeit sind stellenweise Wattwanderungen möglich. Das Watt stellt einen besonderen Lebensraum für Flora und Fauna dar. 
Die Dauer des Trockenfallens bestimmt wesentlich die Zonierung des Lebensraumes und die dementsprechend vorkommenden Tier- und Pflanzenarten.
Anthropogene Veränderungen können die mittleren Wasserstände bei Ebbe (wie auch bei Flut) verändern, wie am Beispiel der Elbe ersichtlich wird. Hier hat sich der mittlere Niedrigwasserstand seit Beginn der Vertiefungsarbeiten des Flussbettes im Elbe-Ästuar bis 2007 verringert.

## Ebbstrom
Als Ebbstrom bezeichnet man die Wasserströmung, die bei Ebbe auftritt. Der Ebbstrom kann abhängig von Gezeitenhub und Meeresrelief erhebliche Geschwindigkeiten entwickeln. In der Elbe vor Cuxhaven können bei Springtide Strömungsgeschwindigkeiten von über 6 km/h auftreten. Besonders stark wird ein solcher Strom, wenn sich das Wasser von einer größeren Fläche in einem Priel, also einer flussbettartigen Vertiefung im Meeresboden sammelt und mit großer Kraft vom Ufer weg strömt. Gerät ein Schwimmer in einen Ebbstrom, kann er von diesem weit ins Meer hinausgetragen werden. Wenn er dort nicht Hilfe findet oder aus eigenen Kräften zurückschwimmen kann, kann er ertrinken. Das gilt auch für die Benutzung von Luftmatratzen, Paddel-, Ruder- und Tretbooten und schwach motorisierten Schiffen. Deshalb gibt es an entsprechend gefährdeten Badestränden eine Strandwache beziehungsweise entsprechende Warnsignale (Flagge).

## Im Tidenfluss
Auch Tideflüsse wie die Elbe, die Brackwasser oder Süßwasser führen, weisen Ebbe und Flut auf. Die Ebbe oder Ebbzeit ist zugleich der Zeitraum zwischen Hoch- und Niedrigwasser. Das Ende der Ebbe, also der untere Scheitelpunkt der Gezeitenwelle, wird als Tideniedrigwasser bezeichnet. Wasserstand und Gezeitenströmung fallen nicht immer zusammen, deshalb spricht man neben Hoch- und Niedrigwasser auch vom Kentern des Flut- und Ebbstroms. Zum Beispiel kann in Flussmündungen der Ebbstrom noch oberflächlich nachlaufen, während der Wasserstand schon wieder steigt, so dass der Ebbstrom erst nach Niedrigwasser kentert.